# Myrmoteras elfeorum
Myrmoteras elfeorum är en myrart som beskrevs av Agosti 1992. Myrmoteras elfeorum ingår i släktet Myrmoteras och familjen myror. Inga underarter finns listade i Catalogue of Life.